# Confederation Bridge

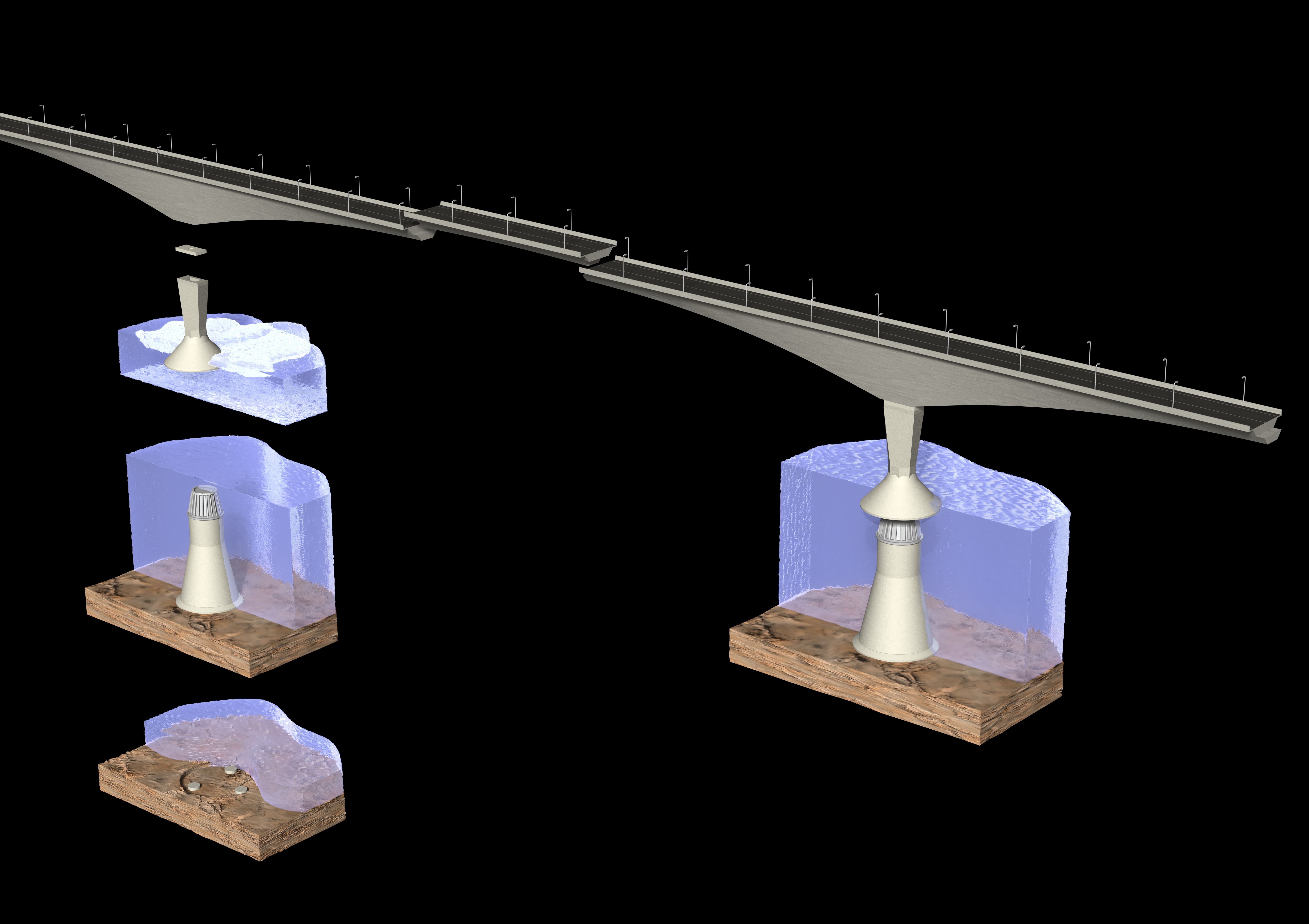
Główne części konstrukcji.

Confederation Bridge (fr. Pont de la Confédération) – most drogowy przez cieśninę Northumberland Strait (część Zatoki Świętego Wawrzyńca), łączący  prowincje Wyspa Księcia Edwarda i Nowy Brunszwik. Wybudowany w latach 1993–1997, a oficjalnie otwarty 31 maja 1997. Ma 12,88 km długości i jest najdłuższym mostem w Kanadzie, jak również najdłuższym mostem na świecie przebiegającym nad przeszkodą wodną zamarzającą w zimie. Spowodowało to konieczność zastosowania stożkowych filarów, które zamiast miażdżyć napierający lód, unoszą go i kruszą na zasadzie podobnej do lodołamaczy. Całkowity koszt budowy przeprawy wyniósł 1 miliard dolarów kanadyjskich. Przejazd mostem jest płatny dla wszystkich rodzajów pojazdów, ale wyłącznie w kierunku zachodnim, czyli dla opuszczających Wyspę Księcia Edwarda.

## Załoga projektu
Podczas budowy mostu w jednym momencie na placu budowy było 2079 robotników oraz 415 innych pracowników. W sumie ponad 5000 osób było zatrudnionych w trakcie budowy konstrukcji.